# Parque de Rugby Ellerslie
El Parque de Rugby Ellerslie  (en inglés: Ellerslie Rugby Park) es un parque situado en el sur de Edmonton, en el barrio de Ellerslie, en la provincia de Alberta en Canadá. Alberga eventos como el «Edmonton Gold's home field» y también otras muchas actividades privadas. Hay dos edificios en el sitio, la sala de banquetes, y el salón del club. Fue inaugurado en 1984.
El parque fue un lugar importante para la Copa Mundial Femenina de Rugby del 2006, recibiendo nueve partidos del grupo, ambas semifinales y cuatro partidos de clasificación.